# ادوارد نیکولز
ادوارد نیکولز (انگلیسی: Edward Nicolls; unknown date, ح. 1779 – ۵ فوریه ۱۸۶۵ (۸۵ سال)) نظامی و سیاست‌مدار اهل پادشاهی متحد بریتانیای کبیر و ایرلند بود. وی همچنین برندهٔ جوایزی همچون نشان حمام شده‌است.